# 日本古建筑及艺术专业术语数据库
日本古建筑及艺术专业术语数据库（Japanese Architecture and Art Net Users System，简称 JAANUS）是由Mary Neighbour Parent博士编写的日本建筑和艺术术语的在线词典。它包含了大约8000个条目。它可以以英文或日语罗马字进行检索，并包含许多超链接和插图。